# Политическая система провинции Ляонин
Политическая система провинции Ляонин, как и вся политическая система КНР, является сочетанием партийной и государственной власти.
Губернатор провинции Ляонин является высшим должностным лицом Народного правительства провинции Ляонин, однако он имеет меньше власти, чем секретарь провинциального комитета КПК.

## Список секретарей Ляонинского провинциального комитета КПК
- август 1954 — июнь 1958: Хуан Оудун
- июнь 1958 — январь 1971: Хуан Хоцин
- январь 1971 — декабрь 1973: Чэнь Силянь
- сентябрь 1975 — сентябрь 1978: Цзэн Шаошань
- сентябрь 1978 — ноябрь 1980: Жэнь Чжунъи
- ноябрь 1980 — июнь 1985: Го Фэн
- июнь 1985 — апрель 1986: Ли Гуйсянь
- апрель 1986 — сентябрь 1993: Цюань Шужэнь
- сентябрь 1993 — август 1997: Гу Цзиньчи
- август 1997 — декабрь 2004: Вэнь Шичжэнь
- декабрь 2004 — октябрь 2007: Ли Кэцян
- октябрь 2007 — н.вр.: Чжан Вэньюэ

## Список губернаторов провинции Ляонин
- август 1954 — октябрь 1958: Ду Чжэхэн
- октябрь 1958 — январь 1967: Хуан Оудун
- май 1968 — декабрь 1973: Чэнь Силянь
- сентябрь 1975 — сентябрь 1978: Цзэн Шаошань
- сентябрь 1978 — январь 1980: Жэнь Чжунъи
- январь 1980 — апрель 1982: Чэнь Пужу
- апрель 1983 — июль 1986: Цюань Шужэнь
- июль 1986 — июль 1990: Ли Чанчунь
- июль 1990 — май 1994: Юэ Цифэн
- май 1994 — январь 1998: Вэнь Шичжэнь
- январь 1998 — январь 2001: Чжан Гогуан
- январь 2001 — февраль 2004: Бо Силай
- февраль 2004 — декабрь 2007: Чжан Вэньюэ
- декабрь 2007 — н.вр.: Чэнь Чжэнгао

## Список председателей Ляонинского собрания народных представителей
- 1980.01.29 — 1983.04.29: Хуан Оудун
- 1983.04.29 — 1988.01.27: Чжан Чжэндэ
- 1988.01.27 — 1993.03.05: Ван Гуанчжун
- 1993.03.05 — 1998.01.25: Цюань Шужэнь
- 1998.01.25 — 2003.01.27: Ван Хуайюань
- 2003.01.27 — 2005.02.27: Вэнь Шичжэнь
- 2005.02.27 — 2007.11.27: Ли Кэцян
- 2007.11.27 — 2008.01.28: ио Чжан Силинь
- 2008.01.28 — 2010.01.19: Чжао Вэньюэ
- 2010.01.26 — 2015.05.27: Ван Минь
- 2015.06.10 — по н.в. Ли Си

## Список председателей Ляонинского народного политического консультативного совета
- 1955—1959: Хуан Оудун
- 1959—1967: Хуан Хоцин
- 1977—1980: Хуан Оудун
- 1980—1982: Ли Хуан
- 1982—1985: Сун Ли
- 1985—1993: Сюй Шаофу
- 1993—2001: Сунь Ци
- 2001—2003: Сяо Цзофу
- 2003—2004: Чжан Вэньюэ
- 2004-н.вр.: Го Тинбяо